# Transformers
För andra betydelser, se Transformers (olika betydelser).
Transformers är ett marknadskoncept för leksaker tillverkade av Hasbro. Tillverkningen har skett i olika omgångar från 1984 och framåt. Transformers-konceptet har gett upphov till tecknade serier, animerade filmer, flera datorspel samt spelfilmer (Transformers filmserie).

## Handling
Transformers är robotar som kan förvandla sig till fordon, flygplan eller andra tekniska föremål. De härstammar från den fiktiva planeten Cybertron och är delade i två "klaner" - de goda Autoboterna och de onda Bedragarna (en: Decepticons). Autoboternas ledare var Optimus Prime som dog i långfilmen Transformers (1986). Hans efterträdare blev till slut Hot Rod som bytte namn till Rodimus Prime. Optimus Prime återuppstod dock från de döda i TV-serien som sändes 1984-87. Bedragarnas ledare hette Megatron och det var han som dödade Optimus Prime. I samma långfilm förvandlades Megatron till Galvatron som sedan dödade den ständigt intrigerande Starscream som hade försökt döda honom och ta över ledarskapet. Under de två första säsongerna av TV-serien utspelade sig handlingen på Jorden där de stridande Transformer-robotarna hade kraschlandat och miljoner år senare (1980-talet) väckts upp till liv för att återuppta kampen mot varandra. Långfilmen som visades 1986 utspelade sig i framtiden (dvs år 2005) och den tredje säsongen tog vid där denna slutade. Roll-galleriet hade också förändrats avsevärt, långfilmen innebar ju att en hel del av de tongivande karaktärerna hade antingen dödats eller förvandlats till andra personer. Nya robotar intog därför de ledande rollerna i handlingen. I slutet av säsongen återuppstod Optimus Prime som sagt och i säsong 4, som var den sista och egentligen bara en miniserie på tre delar, blev en tredje planet, Nebulon, indraget i kriget mellan autoboterna och bedragarna som tidigare utspelat sig på Cybertron och Jorden.
En av robotarna heter Bumblebee och denna brukar vanligtvis förvandla sig till en Chevrolet Camaro.

### Fortsättning
TV-serien omfattade 98 avsnitt och går under benämningen "Generation 1". Flera andra TV-serier med Transformers har producerats efter denna och de har främst visats i Japan och andra asiatiska länder. Men eftersom de inte har tagit någon hänsyn till kontinuiteten med Generation 1 räknas de inte som kanon av de amerikaner och européer som såg originalserien på 80-talet. Senare på 2000-talet kom nya spinoff-serier, bland dem Armada och Energon, Animated och Cybertron. Sedan kom filmen Transformers av Michael Bay.

### Bumblebee

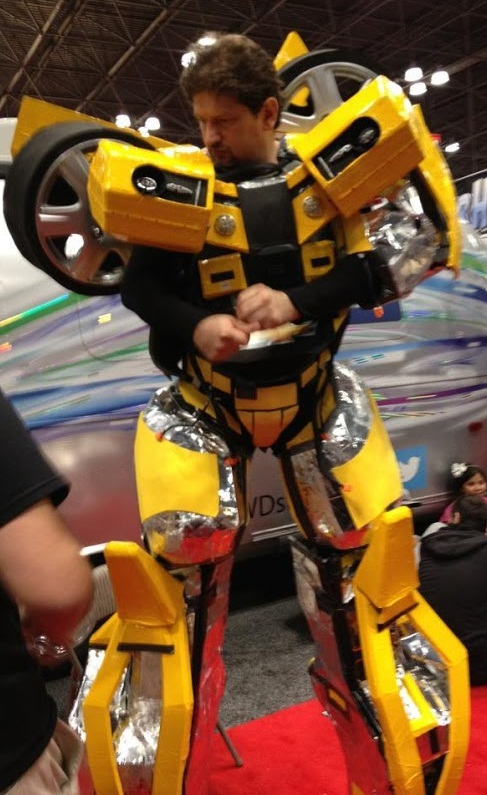
Cosplayer Bumblebee. New York Comic con 2012